# أسعد عبد الواحد الفريح
المحامي أسعد عبد الواحد الفريح هو محام عراقي عين رئيسا لديوان مجلس الوزراء بعد ثورة 8 شباط 1963.